# Бекмамбетов, Тимур Нуруахитович
Тиму́р Нуруахи́тович Бекмамбе́тов (род. 25 июня 1961, Гурьев, Казахская ССР, СССР) — российский кинорежиссёр, сценарист, продюсер, художник-постановщик и технологический предприниматель. Основатель компании «Bazelevs».

## Биография
Родился 25 июня 1961 года в Гурьеве (ныне — Атырау). Отец — Нурбакыт Бекмамбетович казах из рода Шеркеш племени Байулы Младшего жуза, был главой «Гурьевэнерго»; мать Мирра Богословская, еврейка, была литсотрудником, заместителем редактора областной газеты «Прикаспийская коммуна».
Окончил Гурьевскую среднюю школу № 17 имени С. М. Кирова. По настоянию отца-энергетика поступил в Московский энергетический институт, но не закончил обучение, заинтересовавшись искусством.
Служил в Советской армии под Ашхабадом в артиллерийских войсках.
После службы в 1982 году переехал в Ташкент, где работал художником театра «Ильхом» и на киностудии «Узбекфильм». Тогда же познакомился с Виктором Вержбицким, который впоследствии стал его постоянным актёром, снявшись практически во всех его фильмах.
В 1987 году окончил Ташкентский театрально-художественный институт имени А. Островского по специальности «художник театра и кино» и ради карьеры переехал в Москву.
Избран в члены Российской академии рекламы.

## Карьера

### Ранние годы
После окончания вуза работал на киностудии «Узбекфильм» и в Ташкентском театре «Ильхом». Как художник-постановщик, Тимур Бекмамбетов работал над фильмом «Перед большой дорогой на войну» (1986—1987).
В начале 90-х Бекмамбетов переезжает в Москву и начинает работать в рекламе. Среди его рекламных кампаний реклама грузовиков «КАМАЗ» со слоганом «Танки грязи не боятся» и серия роликов «Всемирная история», которую он снял по заказу Банка Империал. В роликах приняли участие Иннокентий Смоктуновский, Александр Гуревич, Владимир Машков. Серия «Всемирная история, Банк Империал» снималась с 1992 по 1997 годы и получила такие награды, как: «Золотое яблоко» на Московском международном фестивале рекламы (в 1992, 1994, 1995 и 1996 годах), Золотую медаль Международного кинофестиваля в Хьюстоне (1995).
Режиссёрским дебютом в кино для Бекмамбетова стала военная драма «Пешаварский вальс» (1994), рассказывающая об одном из эпизодов войны в Афганистане. Кинолента была дипломной работой режиссёра на Высших курсах сценаристов и режиссёров, она участвовала в нескольких престижных фестивалях и собрала ряд наград, включая главную премию на кинофестивалях в Сан-Ремо, призы на фестивале в Карловых Варах и на Кинотавре.
В 1998 году американский продюсер Роджер Корман пригласил Бекмамбетова снять фильм «Гладиатрикс» (The Arena), съёмки которого велись в России. Фильм вышел на экраны в 2001 году.
В 1999 году Тимур создаёт собственную кинокомпанию «Базелевс» (Bazelevs).

### «Дозоры»
Первой картиной, которая принесла Бекмамбетову известность, стал «Ночной Дозор», снятый по одноимённому роману Сергея Лукьяненко. В фильме, вышедшем на экраны в 2004 году, приняли участие звезды российского кинематографа: Константин Хабенский, Мария Порошина, Владимир Меньшов, Валерий Золотухин, Гоша Куценко и другие известные артисты. «Ночной Дозор» стал первым российским фильмом, возглавившим российский бокс-офис и открыл эру отечественных блокбастеров. В России картина собрала около 16 миллионов долларов, столько же составили кассовые сборы за рубежом. Лента получила положительные отзывы от американских режиссёров Квентина Тарантино и Джеймса Ганна («Стражи Галактики»). В 2010-м лента вошла в сто лучших неанглоязычных фильмов в истории кинематографа по версии британского журнала Empire.
В 2006 году вышло продолжение саги — «Дневной Дозор», который установил новый рекорд российских кассовых сборов, собрав в первые 14 дней свыше 26 миллионов долларов.

### Голливуд

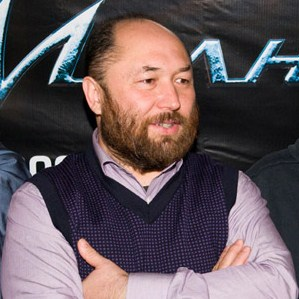
Тимур Бекмамбетов на премьере фильма «Чёрная молния», 2009

В 2005 году был приглашён в Голливуд, занят в ряде проектов группы кинокомпаний «Fox».
После успеха «Дозоров» в американском прокате Бекмамбетова пригласили в Голливуд: его дебютом в Голливуде стала вольная экранизация комиксов Марка Миллара «Особо опасен» для Universal Pictures, которая вышла в прокат в 2008 году. В главных ролях снялись Анджелина Джоли, Морган Фримен, Джеймс Макэвой. В прокате фильм собрал более 340 миллионов долларов и установил годовой рекорд студии Universal по сборам — $341 млн. Лента получила две номинации на «Оскар».
В 2009 году вместе с продюсером Тимом Бёртоном выпускает анимационный фильм «9».
Как режиссёр Бекмамбетов также снял в Голливуде фильмы «Президент Линкольн: Охотник на вампиров» (2012) и «Бен-Гур» (2016), а как продюсер выпустил фильмы «Аполлон 18» (2011), «Фантом» (2011) и «Войну токов» (2017) с Бенедиктом Камбербэтчем.

### «Ёлки»
В 2010 году Бекмамбетов выпустил первую картину кинофраншизы «Ёлки». Проект насчитывает десять частей: первый фильм вышел в 2010 году, последний — в 2022 году. Каждая картина саги построена по принципу альманаха, где переплетаются истории разных людей, а действие развивается под Новый год. «Ёлки» собрали в прокате свыше 6 млрд рублей и являются самой успешной российской кинофраншизой: все семь частей проекта входят в топ-40 самых кассовых российских фильмов. В 2021 году объявлено о продолжении проекта, но без участия Бекмамбетова.

### Screenlife
Затем стал продюсировать проекты в изобретённом им формате скринлайф (англ. Screenlife) — когда действие фильма целиком разворачивается на экране компьютера или смартфона. Первый продюсерский скринлайф-проект Бекмамбетова — фильм ужасов «Убрать из друзей» (2015) собрал 65 миллионов долларов в мировом прокате при бюджете в один миллион, попав в тройку самых прибыльных голливудских фильмов года по версии издания Deadline.
Следующая продюсерская работа Бекмамбетова в формате скринлайф — триллер «Поиск» (2018) заработал в мировом прокате 75 миллионов при бюджете до 1 млн долларов. Фильм получил награды американских фестивалей Sundance и SXSW.
Режиссёрским дебютом Бекмамбетова в формате скринлайф стал фильм «Профиль», получивший приз зрительских симпатий на Берлинском кинофестивале в 2018 году. В 2021 году студия Universal выпустила «Профиль» в мировой прокат.
В 2018 году вместе с журналистом Михаилом Зыгарем он выпускает документальный сериал для Buzzfeed «1968. Digital», а в 2019 году вместе с продюсером Маждом Нассифом — сериал «Ночь мертвецов» для американской платформы Snapchat.
В 2021 году спродюсированный Бекмамбетовым фильм «Ромео и Джульетта» в формате скринлайф получил спецприз фестиваля SXSW в США.
В сентябре 2021 года Бекмамбетов выпустил учебник по скринлайфу в издательстве «Альпина».
Бекмамбетов занял[когда?]

 первое место в рейтинге самых коммерчески успешных российских режиссёров по версии российского Forbes и в рейтинге самых успешных российских кинопродюсеров десятилетия по оценке «Бюллетеня кинопрокатчика».
В декабре 2020 года выпустил свою первую кукольную постановку «Ходжа Насреддин» на сцене Театра наций в Москве. В 2020 году был председателем жюри Московского международного кинофестиваля и Московского еврейского кинофестиваля.

### Технологические стартапы
В 2019 году стартап Бекмамбетова запустил технологию Vera Voice, в котором нейросеть воспроизводит голоса знаменитостей, а в 2020 году — мобильное приложение Parodist, ставшее самым скачиваемым в российском App Store в категории «Развлечения» после TikTok.
В декабре 2021 года кинокомпания Бекмамбетова Bazelevs в партнёрстве с Microsoft в тестовом режиме запустила платформу интерактивного контента ScreenReality, которая позволяет переходить по ссылкам на товары и услуги, показанные в фильмах и сериалах. В 2021 году компания Bazelevs стала единственной из России в списке самых инновационных компаний мира по версии Fast Company.

## Личная жизнь
Имя первой жены неизвестно. Есть общая дочь Жанна.
Вторая жена с 1999 по 2019 — Варвара Викторовна Авдюшко (род. 18 марта 1974 года), художник по костюмам, кинопродюсер, дочь актёра театра и кино Виктора Авдюшко и художницы-гримёра Ларисы Авдюшко. У неё есть дочь от прошлого брака.
Третья жена — Наталия Львовна Фишман (род. 30 октября 1990 года). В феврале 2019 года Бекмамбетов подтвердил роман с Фишман, и начался бракоразводный процесс с Авдюшко. 22 апреля 2019 года в Казани был заключён брак с Наталией Фишман, помощником президента Республики Татарстан.
Бекмамбетову принадлежит дом, в котором жил Уолт Дисней в Лос-Анджелесе. Имеет гражданство Израиля.

## Общественная позиция
В 2022 году Тимур Бекмамбетов осудил вторжение российских войск на Украину и заявил о съёмках документального фильма о цифровой стороне войны.

## Фильмография
| Год  | Фильм                                     | Статус   | Статус   | Статус    |
| Год  | Фильм                                     | Режиссёр | Продюсер | Сценарист |
| ---- | ----------------------------------------- | -------- | -------- | --------- |
| 1987 | «Перед большой дорогой на войну»          |          |          | Да        |
| 1993 | «Пешаварский вальс»                       | Да       | Да       | Да        |
| 2000 | «Наши 90-е»                               | Да       | Да       |           |
| 2000 | «Гладиатрикс»                             | Да       |          |           |
| 2002 | «ГАЗ — русские машины»                    | Да       |          |           |
| 2004 | «Ночной Дозор»                            | Да       |          | Да        |
| 2005 | «Дневной Дозор»                           | Да       |          | Да        |
| 2006 | «Громовы»                                 |          | Да       |           |
| 2007 | «Ирония судьбы. Продолжение»              | Да       | Да       | Да        |
| 2008 | «Особо опасен»                            | Да       |          |           |
| 2009 | «9»                                       |          | Да       |           |
| 2009 | «Чёрная молния»                           |          | Да       |           |
| 2010 | «Ёлки»                                    | Да       | Да       | Да        |
| 2011 | «Выкрутасы»                               |          | Да       |           |
| 2011 | «Аполлон 18»                              |          | Да       |           |
| 2011 | «Фантом»                                  |          | Да       |           |
| 2011 | «Смешарики. Начало»                       |          | Да       |           |
| 2011 | «Ёлки 2»                                  |          | Да       | Да        |
| 2012 | «Президент Линкольн: Охотник на вампиров» | Да       | Да       |           |
| 2012 | «Алиса знает, что делать!»                |          | Да       |           |
| 2012 | «Джентльмены, удачи!»                     |          | Да       |           |
| 2012 | «Снежная Королева»                        |          | Да       |           |
| 2013 | «Ёлки 3»                                  |          | Да       |           |
| 2013 | «Горько!»                                 |          | Да       |           |
| 2013 | «Игра в правду»                           |          | Да       |           |
| 2014 | «Горько! 2»                               |          | Да       |           |
| 2014 | «Ёлки лохматые»                           |          | Да       |           |
| 2014 | «Белки»                                   |          | Да       | Да        |
| 2014 | «Снежная королева 2: Перезаморозка»       |          | Да       |           |
| 2014 | «Ёлки 1914»                               | Да       | Да       |           |
| 2015 | «Он — дракон»                             |          | Да       |           |
| 2015 | «Самый лучший день»                       |          | Да       |           |
| 2015 | «Убрать из друзей»                        |          | Да       |           |
| 2016 | «Хардкор»                                 |          | Да       |           |
| 2016 | «Бен-Гур»                                 | Да       |          |           |
| 2016 | «Взломать блогеров»                       |          | Да       |           |
| 2016 | «Ёлки 5»                                  | Да       | Да       |           |
| 2017 | «Время первых»                            |          | Да       |           |
| 2017 | «Знаешь, мама, где я был?»                |          | Да       |           |
| 2017 | «Война токов»                             |          | Да       |           |
| 2017 | «Ёлки новые»                              |          | Да       |           |
| 2018 | «Профиль»                                 | Да       |          |           |
| 2018 | «Днюха!»                                  |          | Да       |           |
| 2018 | «Ёлки последние»                          | Да       | Да       | Да        |
| 2018 | «Поиск»                                   |          | Да       |           |
| 2018 | «Убрать из друзей: Даркнет»               |          | Да       |           |
| 2020 | «Уроки фарси»                             |          | Да       |           |
| 2021 | «Девятаев»                                | Да       | Да       |           |
| 2021 | «Я иду играть»                            |          | Да       |           |
| 2023 | «Пропавшая без вести»                     |          | Да       |           |
| 2023 | «Возрождённые»                            |          | Да       |           |
| 2025 | Война миров                               |          | Да       |           |

## Награды

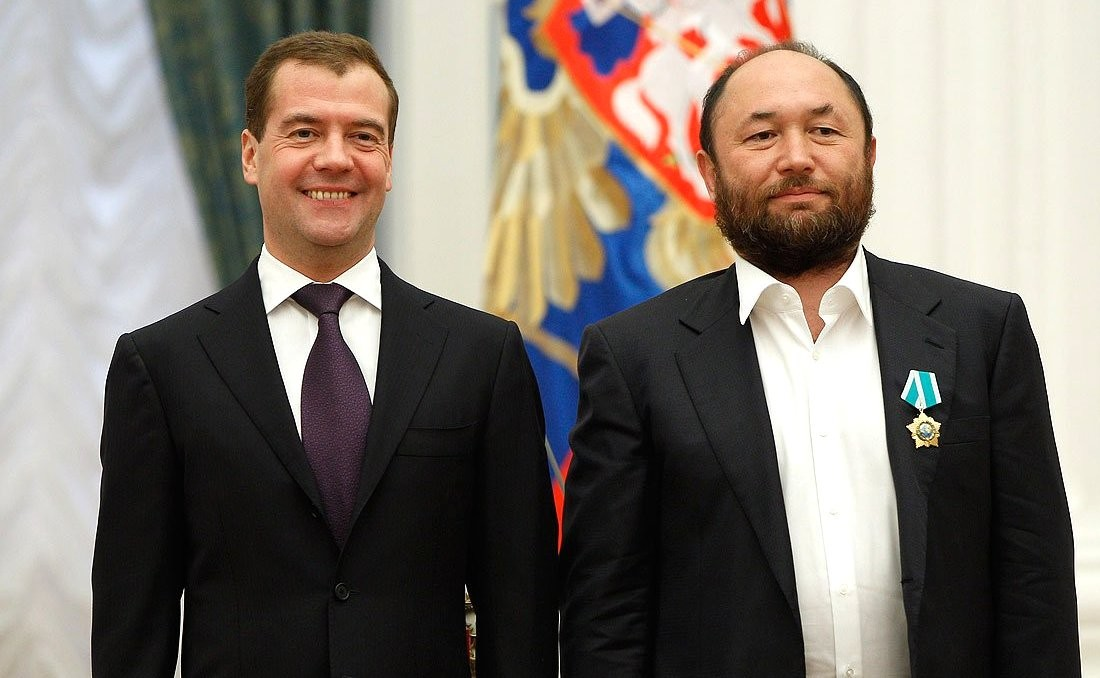
Тимур Бекмамбетов во время награждения орденом Дружбы

- Гран-при и приз в категории «Имиджевая реклама» («Альфа-банк-3» («День рождения») IV МФ рекламы (Москва-1994)
- Приз за лучшую режиссуру МКФ в Карловых Варах (1994)
- Лучший блок имиджевой рекламы («Всемирная история, Банк Империал») на фестивале Новой Европы в Словении-1994
- «Золотой кипарис» в номинации «Имидж» (за ролик «Александр Македонский») на II МФ рекламных фильмов «Кипарис» (Ялта-1994)
- Платиновый Тарлан — 2004
- Орден Дружбы (22 июня 2011 года) — за большой вклад в развитие отечественного кинематографического искусства и многолетнюю творческую деятельность[40]
- Премия CinemaCon как «Лучший иностранный режиссёр года» (Лас-Вегас, 2012)
- Приз зрительских симпатий за лучший художественный фильм программы «Панорама» Берлинского международного кинофестиваля (февраль 2018)[41]